# Rheum altaicum
Rheum altaicum Losinsk. – gatunek rośliny z rodziny rdestowatych (Polygonaceae Juss.). Występuje naturalnie w południowo-wschodniej części Rosji, Mongolii, Kazachstanie oraz zachodnich Chinach (w północnej części regionu autonomicznego Sinciang). 

## Morfologia
PokrójBylina dorastająca do 50–100 cm wysokości.
LiścieIch blaszka liściowa jest owłosiona od spodu i ma kształt od trójkątnie owalnego do owalnie sercowatego. Mierzy 15–30 cm długości oraz 13–22 cm szerokości, jest falista na brzegu, o sercowatej nasadzie i tępym wierzchołku. Ogonek liściowy jest nagi i osiąga 13–20 cm długości. Gatka ma brązową barwę i dorasta do 36 mm długości.
KwiatyZebrane w wiechy, rozwijają się na szczytach pędów. Listki okwiatu mają podłużny lub eliptyczny kształt i biało-żółtawą barwę, mierzą 2–3 mm długości.
OwoceMają podłużnie elipsoidalny kształt, z czerwonopurpurowym skrzydełkiem, osiągają 5–8 mm długości oraz 4–6 mm szerokości.

## Biologia i ekologia
Rośnie w lasach. Występuje na wysokości od 1900 do 2400 m n.p.m. Kwitnie od czerwca do lipca.